# Stephenson (Michigan)
Stephenson ist eine Kleinstadt (mit dem Status „City“) im Menominee County im US-amerikanischen Bundesstaat Michigan. Das U.S. Census Bureau hat bei der Volkszählung 2020 eine Einwohnerzahl von 816 ermittelt.

## Geografie
Stephenson liegt auf der Oberen Halbinsel Michigans. Die Stadt liegt beiderseits des Little Cedar River, einem Nebenfluss des Menominee River, der bis zu seiner Mündung in die Green Bay des Michigansees die Grenze zu Wisconsin bildet.
Die geografischen Koordinaten von Stephenson sind 45°24′55″ nördlicher Breite und 87°36′27″ westlicher Länge. Das Stadtgebiet erstreckt sich über eine Fläche von 2,82 km².
Nachbarorte von Stephenson sind Daggett (6,2 km nördlich) und Ingalls (4,4 km südlich).
Die nächstgelegenen größeren Städte sind Iron Mountain (80,3 km nordnordwestlich), Marquette (174 km nördlich), Sault Ste. Marie und die gleichnamige Nachbarstadt in der kanadischen Provinz Ontario (346 km ostnordöstlich), Green Bay in Wisconsin (124 km südsüdwestlich) sowie Wausau in Wisconsin (222 km westsüdwestlich).

## Verkehr
Der U.S. Highway 41 führt in Nord-Süd-Richtung durch das Stadtgebiet von Stephenson. Alle weiteren Straßen sind untergeordnete Landstraßen, teils unbefestigte Fahrwege sowie innerörtliche Verbindungsstraßen.
Für den Frachtverkehr ist die Stadt an das Streckennetz der Canadian National Railway angebunden.

Mit dem Menominee-Marinette Twin County Airport befindet sich 33,5 km südlich ein kleiner Flugplatz. Die nächsten Verkehrsflughäfen sind der Austin Straubel International Airport in Green Bay (129 km südsüdwestlich) und der Sawyer International Airport bei Marquette in Michigan (157 km nördlich).

## Bevölkerung
Nach der Volkszählung im Jahr 2010 lebten in Stephenson 862 Menschen in 358 Haushalten. Die Bevölkerungsdichte betrug 305,7 Einwohner pro Quadratkilometer. In den 358 Haushalten lebten statistisch je 2,24 Personen.
Ethnisch betrachtet setzte sich die Bevölkerung zusammen aus 97,3 Prozent Weißen, 0,1 Prozent (eine Person) Afroamerikanern, 0,3 Prozent Asiaten sowie 0,7 Prozent aus anderen ethnischen Gruppen; 1,5 Prozent stammten von zwei oder mehr Ethnien ab. Unabhängig von der ethnischen Zugehörigkeit waren 2,2 Prozent der Bevölkerung spanischer oder lateinamerikanischer Abstammung.
21,7 Prozent der Bevölkerung waren unter 18 Jahre alt, 49,6 Prozent waren zwischen 18 und 64 und 28,7 Prozent waren 65 Jahre oder älter. 53,7 Prozent der Bevölkerung waren weiblich.
Das mittlere jährliche Einkommen eines Haushalts lag bei 36.000 USD. Das Pro-Kopf-Einkommen betrug 19.963 USD. 18,4 Prozent der Einwohner lebten unterhalb der Armutsgrenze.